# 株式會社彰化銀行本店
株式會社彰化銀行本店為臺中市中區的銀行建築，興建於1936年。在臺灣日治時期為彰化銀行本店，現為彰化銀行總行營業部所在地，二樓設有行史館，採預約參觀。

## 介紹
彰化銀行在1905年，由以吳汝祥為首的中臺灣地方士紳集資設立，但仍具有官方扶持的色彩。總行在最初位於彰化廳，借用彰化廳官舍做為營業處，在1907年新行舍落成後才遷出。其在1909年收購臺中共立學校之校舍作為台中出張所，而股東會在1910年決議將本行遷至台中。新本店建築於1936年11月19日動工，1938年9月22日完工，為鋼筋混凝土與磚混合造的建築，由彰化銀行委請總督官房營繕課技師白倉好夫與臺中州內務部土木課建築技師畠山喜三郎設計，建築設計呈現了西洋歷史式樣到現代主義之間的過渡時期的特色，並以人造石和洗石子，營造石造建築穩重的風格。彰化銀行本店在當時的地址為台中市大正町三丁目9番地。日治時期的彰化銀行在全台各地設有分行，大多集中在台灣中部地區。其支店位於彰化、臺北、基隆、桃園、南投、豐原、鹿港、員林、埔里、臺南、高雄、清水、板橋、東勢、北斗、嘉義、新竹、大甲設有支店，並在東高雄、草屯、梧棲設有出張所。
二戰後，彰化銀行的日人存款被視為日產接收，其董事會在1946年成立「彰化商業銀行籌備處」，由林獻堂出任籌備主任。後來由林獻堂擔任董事長，並在1947年3月1日改組為官民合股的省屬行庫，此後彰化銀行仍以此做為總行，至精省後總行大部分單位北遷臺北，營業部及公司登記地仍位於此。該建築在2015年6月以「彰化銀行舊總行」的名稱被指定為直轄市定古蹟，2018年4月更名為「株式會社彰化銀行本店」。
- 改建前的彰化銀行
- 1938年完工的彰化銀行本店
- 彰化銀行本店櫃台